# 隆庆右卫
隆庆右卫，明永乐三年（1405年）置，治今北京市昌平区西北居庸关北口。属后军都督府。宣德五年（1430年）移治怀来城（在今河北怀来县东），现没于官厅水库）。属万全都司。隆庆元年（1567年）改名为延庆右卫。 